# Hypodematium fordii
Hypodematium fordii är en ormbunkeart som först beskrevs av Bak., och fick sitt nu gällande namn av Ren-Chang Ching. Hypodematium fordii ingår i släktet Hypodematium och familjen Hypodematiaceae. Inga underarter finns listade.